# راسموس ثيلاندر
راسموس ثيلاندر (بالإنجليزية: Rasmus Thelander) هو لاعب كرة قدم دنماركي محترف. ولد في 9 يوليو 1991 يلعب دور قلب دفاع لنادي دوري السوبر الدنماركي نادي أوبه.

## روابط خارجية
- راسموس ثيلاندر على موقع قاعدة بيانات كرة القدم.إي يو (الإنجليزية)
- راسموس ثيلاندر على موقع Soccerway.com (الإنجليزية)
- راسموس ثيلاندر على موقع عالم كرة القدم.نت (الإنجليزية)
- راسموس ثيلاندر على موقع AS.com (الإسبانية)